# Elaphoglossum gratum
Elaphoglossum gratum är en träjonväxtart som först beskrevs av Fée, och fick sitt nu gällande namn av Thomas Moore. Elaphoglossum gratum ingår i släktet Elaphoglossum och familjen Dryopteridaceae. Inga underarter finns listade.